# Ключ 186
Ключ 186 (иер. 香) со значением «ароматный», 186 по порядку из 214 традиционного списка иероглифических ключей, используемых при написании иероглифов. Записывается 9 штрихами.
В словаре Канси под этим ключом содержится 37 иероглифа (из 49 030).

Вид ключа в Цзягувэнь
Вид ключа в Цзиньвэнь
Вид ключа в большой печати Чжуаньшу
Вид ключа в малой печати Чжуаньшу

## Примеры иероглифов с ключом 186
| Доп. черты | Иероглифы |
| ---------- | --------- |
| 0          | 香        |
| 4          | 馚        |
| 5          | 馛 馜 馝  |
| 7          | 馞 馟 馠  |
| 8          | 馡 馢 馣  |
| 9          | 馤 馥     |
| 10         | 馦 馧     |
| 11         | 馨        |
| 12         | 馩        |
| 14         | 馪        |
| 18         | 馫        |

- Примечание: Ваш браузер может отображать иероглифы неправильно.